# Bartramia pseudostricta
Bartramia pseudostricta är en bladmossart som beskrevs av Catcheside 1987. Bartramia pseudostricta ingår i släktet äppelmossor, och familjen Bartramiaceae. Inga underarter finns listade i Catalogue of Life.